# Lee Soon-won
Pour les articles homonymes, voir Lee.
Yi Sun-won (en hangeul : 이순원), né le 2 mai 1957 à Gangneung dans la province de Gangwon-do en Corée du Sud, est un auteur sud-coréen. 

## Biographie
Yi Sun-won est né à Gangneung sur la côte de l'Est. Au lycée, il se destine d'abord à devenir agriculteur. Pour afficher sa détermination, il brûle son uniforme scolaire sur une plage et déménage dans une région montagneuse de la province de Gangwon-do où il se consacre à la culture de légumes pendant deux ans. Néanmoins, l'envie de reprendre les études est plus forte et il retourne à l'école jusqu'à intégrer l'université avec pour spécialité l'économie et la publicité.

## Œuvre
L'œuvre de Yi Sun-won est peuplée de personnages qui vivent le plus souvent dans la surconsommation, au-delà même des limites autorisées par la société ou les traditions. Cette caractéristique est en quelque sorte la toile de fond de beaucoup de ses récits. C'est dans ce contexte que l'auteur esquisse les valeurs et les nouveaux mode de vie de la nouvelle société coréenne. En montrant le vide et le non-sens de ce mode de vie, il porte sur ce nouveau monde un jugement nettement pessimiste. 
Son monde littéraire est à la fois varié et difficile à classer. Il a vécu à la fois dans les zones urbaines et rurales, en montagne, en ville, et en bord de mer, et il a développé une large gamme d'intérêts qui vont des traditions de la culture confucéenne jusqu'à l'univers de la publicité. Par conséquent, ses œuvres présentent un grand éventail de sujets. Dans son récit Il n'y a pas de sortie de secours dans le quartier Apgujeong (Apgujeongdong-en bisang-guga eopda), il explore les possibilités du terrorisme comme réponse possible à la corruption dans une société capitaliste. Visage est une nouvelle sur le soulèvement démocratique du 19 mai en Corée du Sud et Dix-neuf ans (sipguse) est un roman autobiographique. Innocence (Sunsu) est un roman-feuilleton qui dépeint la vie des femmes meurtries par des actes de violence directe ou indirecte .
Bien que la diversité des sujets traités soit indéniable, les œuvres de Yi Sun-won partagent cette préoccupation sous-jacente pour l'insensibilité croissante face à la violence et à la souffrance des autres. Au fil des ans, cependant, le ton très critique de ses œuvres s'est relativement adouci. Susaek, cette ombre d'eau (Susaek, geu mulbit munui) publié en 1996 marque un changement important du point de vue de l'auteur qui adopte une façon de voir les choses plus chaleureuse et plus compatissante. Susaek (nom d'un quartier de Séoul signifiant couleur d'eau), cette ombre d'eau est une histoire émouvante sur les difficultés familiales et sur l'amour maternel, récit qui explore également les effets secondaires de l'industrialisation rapide en Corée du Sud. 

### Nouvelles
- 그 여름의 꽃게 Les étrilles de cet été là (1989)
- 우리들의 석기시대 Notre âge de pierre (1991)
- 얼굴 Visage (1993)
- 낙타는 무릎이 약하다 Les chameaux ont les genoux faibles (1996)
- 말을 찾아서 Pour chercher ses mots (1997)
- 어떤 봄날의 헌화가 Pour offrir des fleurs par un jour de printemps (1997)
- 19세 19 ans (1999)
- 첫사랑 Premier amour (2000)
- 순수 Innocence (2000)
- 은비령 Eunbiryeong (2001)
- 그가 걸음을 멈추었을 때 Quand il a arrêté sa marche (2003)

### Romans
- 압구정동엔 비상구가 없다  Il n'y a pas de sortie de secours dans le quartier Apgujeong (1992)
- 압구정동엔 무지개가 뜨지 않는다 Il n'y a pas d'arc-en-ciel au quartier Apgujeong (1993)
- 미혼에게 바친다 Pour les célibataires (1995)
- 에덴에 그를 보낸다 L'envoyer au jardin d'Éden (1995)
- 아들과 함께 걷는 길 Faire le chemin avec son fils (1996)
- 수색, 그 물빛 무늬 Susaek, cette ombre d'eau (1996)
- 독약 같은 사랑 Un amour comme un poison (1998)
- 해파리에 관한 명상 Méditation à la vue des méduses (1998)
- 그대 정동진에 가면 Si tu vas à Jeongdeongjin (1999)
- 모델 Modèle (2004)

### Distinctions
- 1996 :  le Prix Dong-in pour 수색, 어머니 가슴속으로 흐르는 무늬 Susaek, une ombre d'eau dans le cœur de ma mère
- 1997 :  le Prix de Littérature Contemporaine (Hyundae Munhak) pour 은비령, Eunbiryeong